# تپه چشمه‌علی

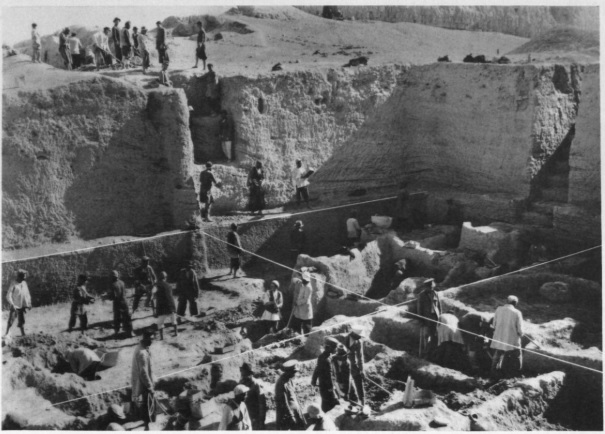
کاوشگران و گروه باستان‌شناختی در تپۀ چشمه‌علی ۱۹۳۶ میلادی - ۱۳۱۵ خورشیدی

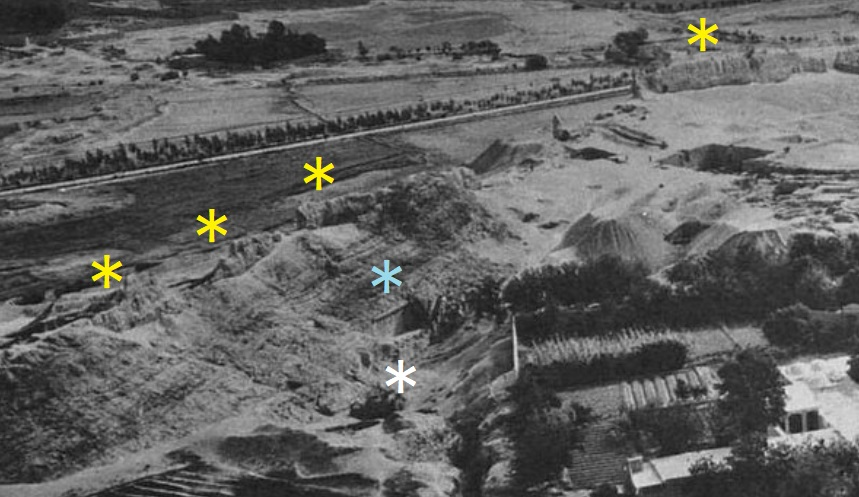
تپۀ چشمه‌علی (نقشه ماهواره‌ای گوگل) دقیقا" در پایین ستارۀ زردرنگ سمت راست. عکس هوایی بخشی از سرزمین ری در محدودۀ چشمه‌علی و اطراف آن. کشیدگی باروی ری در عکس هوایی باستان‌شناس اریش فریدریش اشمیت. علامت‌های ستاره به رنگ زرد دیوارهای باقی‌ماندۀ مخروبه از باروی ری می‌باشد. ستارۀ زرد رنگ سمت چپ و پایین محل ساختن دیوار بازسازی شده است که در عکس‌های مدرن موجود است. چشمه‌علی (ستارۀ سفید) و سنگ‌نگارۀ فتحعلی‌شاه (ستارۀ آبی) در عکس مشخص شده است. ۱۳۱۵ خورشیدی

تپۀ چشمه‌علی یکی از محوطه‌های باستان‌شناختی در کنار چشمه‌علی و باروی ری در شهر ری است. در این تپه تاکنون آثاری از اواخر هزارهٔ ۶ ق‌م تا دوران اسلامی، که شهرت اصلی‌اش به سبب لایه‌های پیش از تاریخی آن است، کشف شده است. این محوطه در پای رخ‌نمونی از سنگ خارا از رشته‌کوه‌های البرز مشرف بر دشت ری واقع شده است.

## تپهٔ باستانی
در محوطهٔ وسیع باستانی ری، دو تپهٔ مربوط به دورهٔ پیش از تاریخ شناسایی وجود دارد که یکی به چشمه‌علی و دیگری در فاصلهٔ ۳۰۰ متری آن به کوه سُرسُره مشهور است. تپهٔ چشمه علی که امروزه تقریباً نابود شده است، زمانی به ارتفاع ۷ متر از سطح زمین‌های پیرامون، و مساحت ۳٫۵ هکتار بوده است. فعالیت‌های اکتشافی باستان‌شناختی در طی نیمهٔ اول سدهٔ ۲۰م در دشت‌های تهران و کاشان منجر به شناسایی محوطه‌ها و آثار با ارزشی متعلق به دوران پیش از تاریخ در فلات مرکزی شد. مدتی پیش از این زمان، هیئتی فرانسوی که از محوطه‌های مشهور دشت ری بازدید کرده بود، شرح بسیار کوتاهی از تپهٔ چشمه‌علی در گزارش خود ذکر کرد.

## کاوش اشمیت
انقلاب مشروطه در ۱۹۰۶ میلادی و نفوذ ملی‌گرایان ایران، به پایان سیطرهٔ یک‌جانبهٔ فرانسویان بر کاوش‌های باستان‌شناختی ایران و ملغی شدن معاهدهٔ فرانسویان در ۱۹۱۲ میلادی انجامید، و راه برای ورود دیگر گروه‌های بیگانه به عرصهٔ باستان‌شناسی ایران هموار گردید؛ هیئت اریش اشمیت که به کاوش در تپهٔ چشمه‌علی شهر ری پرداخت، یکی از همین گروه‌ها بود. اشمیت با حمایت مالی موزهٔ دانشگاه پنسیلوانیا و موزهٔ هنرهای زیبای دانشگاه بوستون کار در چشمه‌علی را آغاز کرد، و طی سال‌های ۱۳۱۳–۱۳۱۵ خورشیدی / ۱۹۳۴–۱۹۳۶ میلادی محوطهٔ چشمه‌علی را با همیاری ۲۰۰ کارگر کاوش نمود. تحقیقات و مکشوفات اشمیت منجر به کشف بقایایی از دوره‌های نوسنگی، کالکولیتیک، اشکانی و اسلامی در تپهٔ چشمه‌علی شد.

## فرهنگ چشمه‌علی
به دلیل عواملی مثل جنگ جهانی دوم، و نیز مرگ نابهنگام اشمیت در اثر سقوط هواپیما در ۱۳۴۲ش / ۱۹۶۴ میلادی، گزارش پایانی کاوش‌های اشمیت در چشمه‌علی هرگز به چاپ نرسید، اما بر اساس گزارش بسیار کوتاهی که از وی در دست است، وی کهن‌ترین لایهٔ استقراری چشمه‌علی را هم‌زمان با دورهٔ «آنو ۱» تاریخ‌گذاری کرده است؛ در حالی که مطالعات مری وُیت و رابرت دایسِن، افق سفالی چشمه‌علی را کهن‌تر معرفی می‌کنند (۵۵۰۰ تا ۵۲۰۰ ق‌م). برای نخستین بار دانلد مِکان در بررسی‌های پیش از تاریخی ایران، نام «فرهنگ چشمه‌علی» را به‌عنوان بخش مهمی از دوره‌های پیش از تاریخی فلات مرکزی ایران وارد ادبیات باستان‌شناسی کرد. مِکانْ دورهٔ مواد به‌دست‌آمده از لایه‌های تحتانی محوطهٔ چشمه‌علی را به دو مرحلهٔ اصلی تقسیم کرد: کهن‌ترین مرحله با دو زیرمرحلهٔ IA زیرین و IA زبرین، و IB هم‌زمان با سیلک I تا III (حدود ۵۵۰۰ تا ۴۰۰۰ پیش از میلاد).

## سال‌یابی چشمه‌علی
پس از گذشت ۶۱ سال از آغاز کاوش‌ها در تپهٔ چشمه‌علی توسط اشمیت، برنامه‌ای برای سال‌یابی مطلق لایه‌های نوسنگی و کالکولیتیک چشمه علی در آن تپه به اجرا درآمد. در ارزیابی دوبارهٔ بقایای فرهنگی لایه‌های چشمه‌علی، ۳ طبقهٔ فرهنگی اصلی برای چشمه‌علی درنظرگرفته شد: نوسنگی متأخر، کالکولیتیک انتقالی و کالکولیتیک قدیم. بر اساس ۹ نمونه رادیوکربن جمع‌آوری شده از بخشهای مختلف ترانشهٔ لایه‌نگاری، کاوشگران برای دورهٔ انتقال کالکولیتیک زمانی برابر با ۵۳۰۰ تا ۴۶۰۰ پیش از میلاد، و برای دورهٔ کالکولیتیک قدیم مرحلهٔ زمانی برابر با ۴۶۰۰ تا اوایل هزارهٔ ۵ پیش از میلاد را درنظرگرفته‌اند. تاریخ‌گذاری مرحلهٔ نوسنگی متأخر در تپهٔ چشمه‌علی از ۵۳۰۰ تا آغاز هزارهٔ ۷ ق‌م در نظر گرفته شده است.

## معماری پیش‌تاریخی
مدارک به‌دست‌آمده از فرهنگ‌های پیش از تاریخی در فلات مرکزی ایران مشخص ساخته است که در هزارهٔ ۵ ق‌م ساکنان منطقه از اقتصاد ترکیبی، بهره‌گیری از حیوانات اهلی و وحشی و کشاورزی برخوردار بوده‌اند. آنان خانه‌هایشان را با استفاده از مشته‌های گلی، ساقه‌های نی و خشت می‌ساختند و مرده‌هایشان را در زیرِ خانه‌های مسکونی دفن می‌کردند. دربارهٔ ویژگی‌های معماری لایه‌های پیش از تاریخی تپهٔ چشمه‌علی جز پلانی که اشمیت تهیه کرده و تیموتی متنی آن را منتشر کرده است، هنوز اطلاعات دقیقی در دسترس نیست.

## سفال
ساکنان کهن چشمه‌علی از سفال‌های دست‌سازی استفاده می‌کردند که شید غالب خمیرهٔ آنها به رنگ روشن، با مادهٔ چسبانندهٔ کاه خرد شده، و آراسته به نقوش سادهٔ هندسی با رنگ اخرا بودند. این دسته شبیه به سفال‌های دورهٔ نخست سیلک است. گونه‌ای از سفال قرمز رنگ توسط ساکنان قدیمی چشمه‌علی به‌کار برده شده که در مرحلهٔ بعد با کمی تغییر در مادهٔ چسباننده و کیفیت ساخت و نیز ترکیب نقشی پیچیده‌تر، به صورت گسترده‌ای تحت نام سفال نوعِ چشمه‌علی در کلیه مناطق فلات مرکزی ایران فراگیر شده است. عناصر تزیینی در سفال‌های چشمه‌علی عبارت‌اند از: نقوش هندسی، گیاهیِ شیوه‌یافته، حیوانی، پرندگان با پاهای بلند، غزال، سگ، بز و ماهی. نقوش انسانی به‌ندرت در میان نقوش چشمه‌علی دیده می‌شود.

## مرحلهٔ IB
در چشمه‌علی و بعضی از محوطه‌های هم‌زمان بین لایه‌های مرحلهٔ قدیم و اوایل میانهٔ فلات، نمونه‌ای از سفال غیربومی آشکار شده که به سفال آلویی معروف است. بر خلاف سفال‌های مرحلهٔ ابتدایی چشمه‌علی، در ظروف سفالی مرحلهٔ IB چشمه‌علی تغییراتی پدید آمده است؛ تنها بخش بالایی ظرف نقش‌اندازی شده، و ظروف با پایه‌های گرد بلند معمولاً با نوارهای عمودی سه‌تایی یا بیشتر تزیین شده‌اند. نقش‌مایه‌های گیاهی، حیوانی و انسانی در این مرحله بیشتر از گذشته پدیدار شده‌اند. نقوش مرحلهٔ IB به رنگ‌های قهوه‌ای تیره مایل به قرمز نقش شده‌اند.

## معبد اشکانی
جابه‌جایی استقرارها در طی مرحلهٔ فلات قدیم به جدید در بسیاری از محوطه‌های شناخته‌شده در فلات مرکزی ایران به ثبت رسیده است. از آن دست نمونه‌ها می‌توان به جابه‌جایی از محوطهٔ سیلک شمالی به جنوبی اشاره کرد که گیرشمن دلیل آن را نقصان‌های محیطی دانسته است.
جابه‌جایی استقرار در طی مرحلهٔ فلات قدیم به میانه از تپهٔ چشمه‌علی به تپهٔ مرتضی‌گرد در جنوب تهران است. این وضعیت در شمال شرق فلات مرکزی هم ثبت شده است، به گونه‌ای که تپهٔ شیرآشیان جای خود را به تپه‌حصار داده است. بر پایه گزارش منتشرنشده از کاوش اشمیت مربوط به سال ۱۳۱۴ خورشیدی / ۱۹۳۵ میلادی، وی روی بقایای پیش از تاریخی چشمه‌علی یک ساختمان خشتی متعلق به دورهٔ اشکانی را کاوش کرده است. این ساختمان بخشی از بنای باشکوهی بوده، که اشمیت آن را معبد نامیده است و با استفاده از سکه‌های به دست آمده آن را به دورهٔ اشکانی نسبت داده است.

## دوره اسلامی
بر پایهٔ گزارش کوتاهی که از اشمیت در دست است، دورهٔ اسلامی چشمه‌علی از گستردگی زیادی برخوردار بوده، و بنا بر همین گزارش ضخامت آثار دورهٔ اسلامی چشمه‌علی روی لایه‌های اشکانی دو متر بوده است. شماری گور دورهٔ اسلامی و یک سنگ گور مرمرین آراسته به خط کوفی تزیینی از این محوطه به‌دست آمده است. دورهٔ اسلامی چشمه‌علی به دورهٔ میانهٔ اسلامی (آل‌بویه و سلجوقیان) و نیز اوایل اسلامی (بنی‌امیه و بنی‌عباس) تاریخ‌گذاری شده است.
پیش از این، مجموعهٔ اشمیت که هم‌اینک بخشی از آن در دانشگاه پنسیلوانیا و بخش دیگر آن در مؤسسهٔ شرق‌شناسی دانشگاه شیکاگو نگهداری می‌شود مورد پژوهش قرار گرفته است. تیموتی متنی در پروژهٔ پسا دکترای خود مواد به دست آمده توسط اشمیت را که بیشتر شامل سفال بود، مورد بازبینی قرار داده است. این برنامه از ۱۹۹۳ تا ۱۹۹۴ میلادی ادامه داشته، و هم‌اینک نیز به صورت یک پروژهٔ بین‌المللی غیررسمی درآمده است و اعضای آن درصدد کسب اعتبار مالی برای چاپ گزارش نهایی به زبان‌های انگلیسی و فارسی هستند.